# Verzögerte Initialisierung
In der Computer-Programmierung ist eine verzögerte Initialisierung ein Entwurfsmuster, das die Erstellung eines Objekts, die Berechnung eines Werts oder eines anderen teuren Prozesses erst dann erstellt, wenn es erstmals benötigt wird. Es ist eine Art verzögerte Auswertung, die sich speziell auf die Instanziierung von Objekten oder anderen Ressourcen bezieht.
Eine verzögerte Initialisierung wird erreicht, indem eine Zugriffs-Methode (eine Get-Methode einer Eigenschaft, auch Getter genannt) erweitert wird, um zu überprüfen, ob ein privates Mitglied (Member), das als Cache fungiert, bereits initialisiert wurde. Wenn dies der Fall ist, wird es sofort zurückgegeben. Wenn nicht, wird eine neue Instanz erstellt, in die Member-Variable eingefügt und just-in-time (JIT) zur ersten Verwendung an den Aufrufer zurückgegeben.
Wenn Objekte Eigenschaften haben, die selten verwendet werden, kann dies die Startgeschwindigkeit verbessern. Die durchschnittliche Programmausführung kann in Bezug auf Speicher (für die Bedingungs-Variablen) und Ausführungs-Zyklen (um sie zu überprüfen) etwas schlechter sein. Die Auswirkung auf die Objektinstanziierung wird zeitlich verteilt („amortisiert“) und verzögern nicht in die Startphase des Systems. Damit können die mittleren Antwortzeiten erheblich verbessert werden.
In Multithreading-Code muss der Zugriff auf verzögert-initialisierte Objekte und Status synchronisiert werden, um eine Wettlaufsituation (race condition) zu vermeiden.

## Die träge/verzögerte Fabrik („lazy factory“)
In einer Software-Entwurfsmuster-Ansicht (eng. „OOP View“) wird die verzögerte Initialisierung häufig zusammen mit einer Fabrikmethode (OOP Muster) verwendet. Dies kombiniert drei Ideen:
- Verwendung einer Fabrik-Methode zum Erstellen von Instanzen einer Klasse (factory method pattern)
- Speichern der Instanzen in einer Zuordnungstabelle und Zurückgeben derselben Instanz an jede Anforderung für eine Instanz mit denselben Parametern (Multiton-Muster)
- Verwenden der verzögerten Initialisierung zum Instanziieren des Objekts bei der ersten Anforderung (verzögertes Initialisierungsmuster)

## Beispiele

### ActionScript 3
Folgendes Beispiel zeigt eine Klasse mit verzögerter Initialisierung in ActionScript:
```
package
 
examples
.
lazyinstantiation

{

	
public
 
class
 
Fruit

	
{

		
private
 
var
 
_typeName
:
String
;

		
private
 
static
 
var
 
instancesByTypeName
:
Dictionary
 
=
 
new
 
Dictionary
();

		
public
 
function
 
Fruit
(
typeName
:
String
)
:
void

		
{

			
this
.
_typeName
 
=
 
typeName
;

		
}

		
public
 
function
 
get
 
typeName
()
:
String

		
{

			
return
 
_typeName
;

		
}

		
public
 
static
 
function
 
getFruitByTypeName
(
typeName
:
String
)
:
Fruit

		
{

			
return
 
instancesByTypeName
[
typeName
]
 
||=
 
new
 
Fruit
(
typeName
);

		
}

		
public
 
static
 
function
 
printCurrentTypes
()
:
void

		
{

			
for
 
each
 
(
var
 
fruit
:
Fruit
 
in
 
instancesByTypeName
)

			
{

				
// Iteriert über alle Werte

				
trace
(
fruit
.
typeName
);

			
}

		
}

	
}

}

```

Anwendung:
```
package

{

	
import
 
examples
.
lazyinstantiation
;

	
public
 
class
 
Main

	
{

		
public
 
function
 
Main
()
:
void

		
{

			
Fruit
.
getFruitByTypeName
(
"Banane"
);

			
Fruit
.
printCurrentTypes
();

			
Fruit
.
getFruitByTypeName
(
"Apfel"
);

			
Fruit
.
printCurrentTypes
();

			
Fruit
.
getFruitByTypeName
(
"Banane"
);

			
Fruit
.
printCurrentTypes
();

		
}

	
}

}

```

### C
In C wird eine verzögerte Auswertung normalerweise in einer einzelnen Funktion oder einer einzelnen Quelldatei unter Verwendung statischer Variablen implementiert.
In einer Funktion:
```
#include
 
<string.h>

#include
 
<stdlib.h>

#include
 
<stddef.h>

#include
 
<stdio.h>

struct
 
fruit
 
{

    
char
 
*
name
;

    
struct
 
fruit
 
*
next
;

    
int
 
number
;

    
/* Andere Eigenschaften */

};

struct
 
fruit
 
*
get_fruit
(
char
 
*
name
)
 
{

    
static
 
struct
 
fruit
 
*
fruit_list
;

    
static
 
int
 
seq
;

    
struct
 
fruit
 
*
f
;

    
for
 
(
f
 
=
 
fruit_list
;
 
f
;
 
f
 
=
 
f
->
next
)

        
if
 
(
0
 
==
 
strcmp
(
name
,
 
f
->
name
))

            
return
 
f
;

    
if
 
(
!
(
f
 
=
 
malloc
(
sizeof
(
struct
 
fruit
))))

        
return
 
NULL
;

    
if
 
(
!
(
f
->
name
 
=
 
strdup
(
name
)))
 
{

        
free
(
f
);

        
return
 
NULL
;

    
}

    
f
->
number
 
=
 
++
seq
;

    
f
->
next
 
=
 
fruit_list
;

    
fruit_list
 
=
 
f
;

    
return
 
f
;

}

/* Beispiel Code */

int
 
main
(
int
 
argc
,
 
char
 
*
argv
[])
 
{

    
int
 
i
;

    
struct
 
fruit
 
*
f
;

    
if
 
(
argc
 
<
 
2
)
 
{

        
fprintf
(
stderr
,
 
"Aufruf: fruits Frucht-Name [...]
\n
"
);

        
exit
(
1
);

    
}

    
for
 
(
i
 
=
 
1
;
 
i
 
<
 
argc
;
 
i
++
)
 
{

        
if
 
((
f
 
=
 
get_fruit
(
argv
[
i
])))
 
{

            
printf
(
"Frucht %s: Anzahl %d
\n
"
,
 
argv
[
i
],
 
f
->
number
);

        
}

    
}

    
return
 
0
;

}

```

Wenn man stattdessen eine einzelne Quelldatei verwendet, kann der Status von mehreren Funktionen gemeinsam genutzt werden, während er dennoch vor nicht zugehörigen/verwandten Funktionen verborgen bleibt.
fruit.h (Header-Datei):
```
#ifndef _FRUIT_INCLUDED_

#define _FRUIT_INCLUDED_

struct
 
fruit
 
{

    
char
 
*
name
;

    
struct
 
fruit
 
*
next
;

    
int
 
number
;

    
/* Andere Eigenschaften */

};

struct
 
fruit
 
*
get_fruit
(
char
 
*
name
);

void
 
print_fruit_list
(
FILE
 
*
file
);

#endif 
/* _FRUIT_INCLUDED_ */

```

fruit.c:
```
#include
 
<string.h>

#include
 
<stdlib.h>

#include
 
<stddef.h>

#include
 
<stdio.h>

#include
 
"fruit.h"

static
 
struct
 
fruit
 
*
fruit_list
;

static
 
int
 
seq
;

struct
 
fruit
 
*
get_fruit
(
char
 
*
name
)
 
{

    
struct
 
fruit
 
*
f
;

    
for
 
(
f
 
=
 
fruit_list
;
 
f
;
 
f
 
=
 
f
->
next
)

        
if
 
(
0
 
==
 
strcmp
(
name
,
 
f
->
name
))

            
return
 
f
;

    
if
 
(
!
(
f
 
=
 
malloc
(
sizeof
(
struct
 
fruit
))))

        
return
 
NULL
;

    
if
 
(
!
(
f
->
name
 
=
 
strdup
(
name
)))
 
{

        
free
(
f
);

        
return
 
NULL
;

    
}

    
f
->
number
 
=
 
++
seq
;

    
f
->
next
 
=
 
fruit_list
;

    
fruit_list
 
=
 
f
;

    
return
 
f
;

}

void
 
print_fruit_list
(
FILE
 
*
file
)
 
{

    
struct
 
fruit
 
*
f
;

    
for
 
(
f
 
=
 
fruit_list
;
 
f
;
 
f
 
=
 
f
->
next
)

        
fprintf
(
file
,
 
"%4d  %s
\n
"
,
 
f
->
number
,
 
f
->
name
);

}

```

main.c:
```
#include
 
<stdlib.h>

#include
 
<stdio.h>

#include
 
"fruit.h"

int
 
main
(
int
 
argc
,
 
char
 
*
argv
[])
 
{

    
int
 
i
;

    
struct
 
fruit
 
*
f
;

    
if
 
(
argc
 
<
 
2
)
 
{

        
fprintf
(
stderr
,
 
"Aufruf: Frucht-Name [...]
\n
"
);

        
exit
(
1
);

    
}

    
for
 
(
i
 
=
 
1
;
 
i
 
<
 
argc
;
 
i
++
)
 
{

        
if
 
((
f
 
=
 
get_fruit
(
argv
[
i
])))
 
{

            
printf
(
"Frucht %s: Anzahl %d
\n
"
,
 
argv
[
i
],
 
f
->
number
);

        
}

    
}

    
printf
(
"Folgende Fruechte wurden generiert:
\n
"
);

    
print_fruit_list
(
stdout
);

    
return
 
0
;

}

```

### C#
In .Net-Framework 4.0 hat Microsoft eine Lazy Klasse inkludiert, mit der das Verzögertes-Laden durchgeführt werden kann.
Unten finden Sie einen Dummy-Code, mit der Klasse  Fruit verzögert geladen werden kann.
```
var
 
lazyFruit
 
=
 
new
 
Lazy
<
Fruit
>
();

Fruit
 
fruit
 
=
 
lazyFruit
.
Value
;

```

Hier ist ein Beispiel in C#.
Die Fruit Klasse selbst tut an dieser Stelle Nichts. Die Klassen-Variable _typesDictionary ist ein Dictionary/Map mit dem Fruit Instanzen nach  typeName gespeichert werden.
```
using
 
System
;

using
 
System.Collections
;

using
 
System.Collections.Generic
;

public
 
class
 
Fruit

{

    
private
 
string
 
_typeName
;

    
private
 
static
 
IDictionary
<
string
,
 
Fruit
>
 
_typesDictionary
 
=
 
new
 
Dictionary
<
string
,
 
Fruit
>
();

    
private
 
Fruit
(
String
 
typeName
)

    
{

        
this
.
_typeName
 
=
 
typeName
;

    
}

    
public
 
static
 
Fruit
 
GetFruitByTypeName
(
string
 
type
)

    
{

        
Fruit
 
fruit
;

        
if
 
(
!
_typesDictionary
.
TryGetValue
(
type
,
 
out
 
fruit
))

        
{

            
// Verzögerte Initialisierung

            
fruit
 
=
 
new
 
Fruit
(
type
);

            
_typesDictionary
.
Add
(
type
,
 
fruit
);

        
}

        
return
 
fruit
;

    
}

    
public
 
static
 
void
 
ShowAll
()

    
{

        
if
 
(
_typesDictionary
.
Count
 
>
 
0
)

        
{

            
Console
.
WriteLine
(
"Anzahl erzeugte Instanzen = {0}"
,
 
_typesDictionary
.
Count
);

            
foreach
 
(
KeyValuePair
<
string
,
 
Fruit
>
 
kvp
 
in
 
_typesDictionary
)

            
{

                
Console
.
WriteLine
(
kvp
.
Key
);

            
}

            
Console
.
WriteLine
();

        
}

    
}

    
public
 
Fruit
()

    
{

        
// Wird benötigt, damit dieses Beispiel kompiliert werden kann.

    
}

}

class
 
Program

{

    
static
 
void
 
Main
(
string
[]
 
args
)

    
{

        
Fruit
.
GetFruitByTypeName
(
"Banane"
);

        
Fruit
.
ShowAll
();

        
Fruit
.
GetFruitByTypeName
(
"Apfel"
);

        
Fruit
.
ShowAll
();

        
// Liefert den ersten erzeugten Instanz ("Banane") zurück.

        
Fruit
.
GetFruitByTypeName
(
"Banane"
);

        
Fruit
.
ShowAll
();

        
Console
.
ReadLine
();

    
}

}

```

Ein einfaches Beispiel für die verzögerte Initialisierung, mit der Ausnahme, dass hierfür eine Aufzählung für den Typ verwendet wird
```
namespace
 
DesignPatterns.LazyInitialization

{

    
public
 
class
 
LazyFactoryObject

    
{

        
//internal collection of items

        
//IDictionaery makes sure they are unique

        
private
 
IDictionary
<
LazyObjectSize
,
 
LazyObject
>
 
_LazyObjectList
 
=

            
new
 
Dictionary
<
LazyObjectSize
,
 
LazyObject
>
();

        
//enum for passing name of size required

        
//avoids passing strings and is part of LazyObject ahead

        
public
 
enum
 
LazyObjectSize

        
{

            
None
,

            
Small
,

            
Big
,

            
Bigger
,

            
Huge

        
}

        
//standard type of object that will be constructed

        
public
 
struct
 
LazyObject

        
{

            
public
 
LazyObjectSize
 
Size
;

            
public
 
IList
<
int
>
 
Result
;

        
}

        
//takes size and create 'expensive' list

        
private
 
IList
<
int
>
 
Result
(
LazyObjectSize
 
size
)

        
{

            
IList
<
int
>
 
result
 
=
 
null
;

            
switch
 
(
size
)

            
{

                
case
 
LazyObjectSize
.
Small
:

                    
result
 
=
 
CreateSomeExpensiveList
(
1
,
 
100
);

                    
break
;

                
case
 
LazyObjectSize
.
Big
:

                    
result
 
=
 
CreateSomeExpensiveList
(
1
,
 
1000
);

                    
break
;

                
case
 
LazyObjectSize
.
Bigger
:

                    
result
 
=
 
CreateSomeExpensiveList
(
1
,
 
10000
);

                    
break
;

                
case
 
LazyObjectSize
.
Huge
:

                    
result
 
=
 
CreateSomeExpensiveList
(
1
,
 
100000
);

                    
break
;

                
case
 
LazyObjectSize
.
None
:

                    
result
 
=
 
null
;

                    
break
;

                
default
:

                    
result
 
=
 
null
;

                    
break
;

            
}

            
return
 
result
;

        
}

        
//not an expensive item to create, but you get the point

        
//delays creation of some expensive object until needed

        
private
 
IList
<
int
>
 
CreateSomeExpensiveList
(
int
 
start
,
 
int
 
end
)

        
{

            
IList
<
int
>
 
result
 
=
 
new
 
List
<
int
>
();

            
for
 
(
int
 
counter
 
=
 
0
;
 
counter
 
<
 
(
end
 
-
 
start
);
 
counter
++
)

            
{

                
result
.
Add
(
start
 
+
 
counter
);

            
}

            
return
 
result
;

        
}

        
public
 
LazyFactoryObject
()

        
{

            
//empty constructor

        
}

        
public
 
LazyObject
 
GetLazyFactoryObject
(
LazyObjectSize
 
size
)

        
{

            
//yes, i know it is illiterate and inaccurate

            
LazyObject
 
noGoodSomeOne
;

            
//retrieves LazyObjectSize from list via out, else creates one and adds it to list

            
if
 
(
!
_LazyObjectList
.
TryGetValue
(
size
,
 
out
 
noGoodSomeOne
))

            
{

                
noGoodSomeOne
 
=
 
new
 
LazyObject
();

                
noGoodSomeOne
.
Size
=
 
size
;

                
noGoodSomeOne
.
Result
 
=
 
this
.
Result
(
size
);

                
_LazyObjectList
.
Add
(
size
,
 
noGoodSomeOne
);

            
}

            
return
 
noGoodSomeOne
;

        
}

    
}

}

```

### C++
Hier ein Beispiel in C++.
```
#include
 
<iostream>

#include
 
<map>

#include
 
<string>

class
 
Fruit
 
{

 
public
:

  
static
 
Fruit
*
 
GetFruit
(
const
 
std
::
string
&
 
type
);

  
static
 
void
 
PrintCurrentTypes
();

 
private
:

  
// Note: constructor private forcing one to use static |GetFruit|.

  
Fruit
(
const
 
std
::
string
&
 
type
)
 
:
 
type_
(
type
)
 
{}

  
static
 
std
::
map
<
std
::
string
,
 
Fruit
*>
 
types
;

  
std
::
string
 
type_
;

};

// static

std
::
map
<
std
::
string
,
 
Fruit
*>
 
Fruit
::
types
;

// Lazy Factory method, gets the |Fruit| instance associated with a certain

// |type|.  Creates new ones as needed.

Fruit
*
 
Fruit::GetFruit
(
const
 
std
::
string
&
 
type
)
 
{

  
auto
 
[
it
,
 
inserted
]
 
=
 
types
.
emplace
(
type
,
 
nullptr
);

  
if
 
(
inserted
)
 
{

    
it
->
second
 
=
 
new
 
Fruit
(
type
);

  
}

  
return
 
it
->
second
;

}

// For example purposes to see pattern in action.

void
 
Fruit::PrintCurrentTypes
()
 
{

  
std
::
cout
 
<<
 
"Number of instances made = "
 
<<
 
types
.
size
()
 
<<
 
std
::
endl
;

  
for
 
(
const
 
auto
&
 
[
type
,
 
fruit
]
 
:
 
types
)
 
{

    
std
::
cout
 
<<
 
type
 
<<
 
std
::
endl
;

  
}

  
std
::
cout
 
<<
 
std
::
endl
;

}

int
 
main
()
 
{

  
Fruit
::
GetFruit
(
"Banana"
);

  
Fruit
::
PrintCurrentTypes
();

  
Fruit
::
GetFruit
(
"Apple"
);

  
Fruit
::
PrintCurrentTypes
();

  
// Returns pre-existing instance from first time |Fruit| with "Banana" was

  
// created.

  
Fruit
::
GetFruit
(
"Banana"
);

  
Fruit
::
PrintCurrentTypes
();

}

// OUTPUT:

//

// Number of instances made = 1

// Banana

//

// Number of instances made = 2

// Apple

// Banana

//

// Number of instances made = 2

// Apple

// Banana

//

```

### Crystal
```
class
 
Fruit

  
private
 
getter
 
type
 
:
 
String

  
@@types
 
=
 
{}
 
of
 
String
 
=>
 
Fruit

  
def
 
initialize
(
@type
)

  
end

  
def
 
self
.
get_fruit_by_type
(
type
 
:
 
String
)

    
@@types
[
type
]
 
||=
 
Fruit
.
new
(
type
)

  
end

  
def
 
self
.
show_all

    
puts
 
"Number of instances made: 
#{
@@types
.
size
}
"

    
@@types
.
each
 
do
 
|
type
,
 
fruit
|

      
puts
 
"
#{
type
}
"

    
end

    
puts

  
end

  
def
 
self
.
size

    
@@types
.
size

  
end

end

Fruit
.
get_fruit_by_type
(
"Banana"
)

Fruit
.
show_all

Fruit
.
get_fruit_by_type
(
"Apple"
)

Fruit
.
show_all

Fruit
.
get_fruit_by_type
(
"Banana"
)

Fruit
.
show_all

```

Ausgabe:
```
Number of instances made: 1
Banana

Number of instances made: 2
Banana
Apple

Number of instances made: 2
Banana
Apple

```

### Haxe
Beispiel in Haxe
```
class
 
Fruit
 
{

  
private
 
static
 
var
 
_instances
 
=
 
new
 
Map
<
String
,
 
Fruit
>();

  
public
 
var
 
name
(
default
,
 
null
):
String
;

  
public
 
function
 
new
(
name
:
String
)
 
{

    
this
.
name
 
=
 
name
;

  
}

  
public
 
static
 
function
 
getFruitByName
(
name
:
String
):
Fruit
 
{

    
if
 
(
!
_instances
.
exists
(
name
))
 
{

      
_instances
.
set
(
name
,
 
new
 
Fruit
(
name
));

    
}

    
return
 
_instances
.
get
(
name
);

  
}

  
public
 
static
 
function
 
printAllTypes
()
 
{

    
trace
([
for
(
key
 
in
 
_instances
.
keys
())
 
key
]);

  
}

}

```

Anwendung
```
class
 
Test
 
{

  
public
 
static
 
function
 
main
 
()
 
{

    
var
 
banana
 
=
 
Fruit
.
getFruitByName
(
"Banana"
);

    
var
 
apple
 
=
 
Fruit
.
getFruitByName
(
"Apple"
);

    
var
 
banana2
 
=
 
Fruit
.
getFruitByName
(
"Banana"
);

    
trace
(
banana
 
==
 
banana2
);
 
// true. same banana

    
Fruit
.
printAllTypes
();
 
// ["Banana","Apple"]

  
}

}

```

### Java
Beispiel in Java.
```
import
 
java.util.HashMap
;

import
 
java.util.Map
;

import
 
java.util.Map.Entry
;

public
 
class
 
Program
 
{

    
/**

     * @param args

     */

    
public
 
static
 
void
 
main
(
String
[]
 
args
)
 
{

        
Fruit
.
getFruitByTypeName
(
FruitType
.
banana
);

        
Fruit
.
showAll
();

        
Fruit
.
getFruitByTypeName
(
FruitType
.
apple
);

        
Fruit
.
showAll
();

        
Fruit
.
getFruitByTypeName
(
FruitType
.
banana
);

        
Fruit
.
showAll
();

    
}

}

enum
 
FruitType
 
{

    
none
,

    
apple
,

    
banana
,

}

class
 
Fruit
 
{

    
private
 
static
 
Map
<
FruitType
,
 
Fruit
>
 
types
 
=
 
new
 
HashMap
<>
();

    
/**

     * Using a private constructor to force the use of the factory method.

     * @param type

     */

    
private
 
Fruit
(
FruitType
 
type
)
 
{

    
}

    
/**

     * Lazy Factory method, gets the Fruit instance associated with a certain

     * type. Instantiates new ones as needed.

     * @param type Any allowed fruit type, e.g. APPLE

     * @return The Fruit instance associated with that type.

     */

    
public
 
static
 
Fruit
 
getFruitByTypeName
(
FruitType
 
type
)
 
{

        
Fruit
 
fruit
;

                
// This has concurrency issues.  Here the read to types is not synchronized,

                
// so types.put and types.containsKey might be called at the same time.

                
// Don't be surprised if the data is corrupted.

        
if
 
(
!
types
.
containsKey
(
type
))
 
{

            
// Lazy initialisation

            
fruit
 
=
 
new
 
Fruit
(
type
);

            
types
.
put
(
type
,
 
fruit
);

        
}
 
else
 
{

            
// OK, it's available currently

            
fruit
 
=
 
types
.
get
(
type
);

        
}

        
return
 
fruit
;

    
}

    
/**

     * Lazy Factory method, gets the Fruit instance associated with a certain

     * type. Instantiates new ones as needed. Uses double-checked locking

     * pattern for using in highly concurrent environments.

     * @param type Any allowed fruit type, e.g. APPLE

     * @return The Fruit instance associated with that type.

     */

    
public
 
static
 
Fruit
 
getFruitByTypeNameHighConcurrentVersion
(
FruitType
 
type
)
 
{

        
if
 
(
!
types
.
containsKey
(
type
))
 
{

            
synchronized
 
(
types
)
 
{

                
// Check again, after having acquired the lock to make sure

                
// the instance was not created meanwhile by another thread

                
if
 
(
!
types
.
containsKey
(
type
))
 
{

                    
// Lazy initialisation

                    
types
.
put
(
type
,
 
new
 
Fruit
(
type
));

                
}

            
}

        
}

        
return
 
types
.
get
(
type
);

    
}

    
/**

     * Displays all entered fruits.

     */

    
public
 
static
 
void
 
showAll
()
 
{

        
if
 
(
types
.
size
()
 
>
 
0
)
 
{

           
System
.
out
.
println
(
"Number of instances made = "
 
+
 
types
.
size
());

            
for
 
(
Entry
<
FruitType
,
 
Fruit
>
 
entry
 
:
 
types
.
entrySet
())
 
{

                
String
 
fruit
 
=
 
entry
.
getKey
().
toString
();

                
fruit
 
=
 
Character
.
toUpperCase
(
fruit
.
charAt
(
0
))
 
+
 
fruit
.
substring
(
1
);

                
System
.
out
.
println
(
fruit
);

            
}

            
System
.
out
.
println
();

        
}

    
}

}

```

Ausgabe
```
Number of instances made = 1
Banana

Number of instances made = 2
Banana
Apple

Number of instances made = 2
Banana
Apple

```

### JavaScript
Hier ist ein Beispiel in JavaScript.
```
var
 
Fruit
 
=
 
(
function
()
 
{

  
var
 
types
 
=
 
{};

  
function
 
Fruit
()
 
{};

  
// count own properties in object

  
function
 
count
(
obj
)
 
{

    
return
 
Object
.
keys
(
obj
).
length
;

  
}

  
var
 
_static
 
=
 
{

    
getFruit
:
 
function
(
type
)
 
{

      
if
 
(
typeof
 
types
[
type
]
 
==
 
'undefined'
)
 
{

        
types
[
type
]
 
=
 
new
 
Fruit
;

      
}

      
return
 
types
[
type
];

    
},

    
printCurrentTypes
:
 
function
 
()
 
{

      
console
.
log
(
'Number of instances made: '
 
+
 
count
(
types
));

      
for
 
(
var
 
type
 
in
 
types
)
 
{

        
console
.
log
(
type
);

      
}

    
}

  
};

  
return
 
_static
;

})();

Fruit
.
getFruit
(
'Apple'
);

Fruit
.
printCurrentTypes
();

Fruit
.
getFruit
(
'Banana'
);

Fruit
.
printCurrentTypes
();

Fruit
.
getFruit
(
'Apple'
);

Fruit
.
printCurrentTypes
();

```

Ausgabe
```
Number of instances made: 1
Apple

Number of instances made: 2
Apple
Banana

Number of instances made: 2
Apple
Banana

```

### PHP
Hier ist ein Beispiel für die verzögerte Initialisierung in PHP 7.4:
```
<?php

header
(
'Content-Type: text/plain; charset=utf-8'
);

class
 
Fruit

{

    
private
 
string
 
$type
;

    
private
 
static
 
array
 
$types
 
=
 
array
();

    
private
 
function
 
__construct
(
string
 
$type
)

    
{

        
$this
->
type
 
=
 
$type
;

    
}

    
public
 
static
 
function
 
getFruit
(
string
 
$type
)

    
{

        
// Lazy initialization takes place here

        
if
 
(
!
isset
(
self
::
types
[
$type
]))
 
{

            
self
::
types
[
$type
]
 
=
 
new
 
Fruit
(
$type
);

        
}

        
return
 
self
::
types
[
$type
];

    
}

    
public
 
static
 
function
 
printCurrentTypes
()
:
 
void

    
{

        
echo
 
'Number of instances made: '
 
.
 
count
(
self
::
types
)
 
.
 
"
\n
"
;

        
foreach
 
(
array_keys
(
self
::
types
)
 
as
 
$key
)
 
{

            
echo
 
"
$key
\n
"
;

        
}

        
echo
 
"
\n
"
;

    
}

}

Fruit
::
getFruit
(
'Apple'
);

Fruit
::
printCurrentTypes
();

Fruit
::
getFruit
(
'Banana'
);

Fruit
::
printCurrentTypes
();

Fruit
::
getFruit
(
'Apple'
);

Fruit
::
printCurrentTypes
();

/*

OUTPUT
:

Number
 
of
 
instances
 
made
:
 
1

Apple

Number
 
of
 
instances
 
made
:
 
2

Apple

Banana

Number
 
of
 
instances
 
made
:
 
2

Apple

Banana

*
 
/

```

### Python
Hier ist ein Beispiel in Python.
```
class
 
Fruit
:

    
def
 
__init__
(
self
,
 
item
:
 
str
)
 
->
 
None
:

        
self
.
item
 
=
 
item

class
 
Fruits
:

    
def
 
__init__
(
self
)
 
->
 
None
:

        
self
.
items
 
=
 
{}

    
def
 
get_fruit
(
self
,
 
item
:
 
str
)
 
->
 
Fruit
:

        
if
 
item
 
not
 
in
 
self
.
items
:

            
self
.
items
[
item
]
 
=
 
Fruit
(
item
)

        
return
 
self
.
items
[
item
]

if
 
__name__
 
==
 
"__main__"
:

    
fruits
 
=
 
Fruits
()

    
print
(
fruits
.
get_fruit
(
"Apple"
))

    
print
(
fruits
.
get_fruit
(
"Lime"
))

```

### Ruby
Hier ist ein Beispiel in Ruby, wie ein Authentifizierungs-Token von einem Remote-Dienst wie Google verzögert initialisiert werid. Die Art wie @auth_token zwischengespeichert wird, ist auch ein Beispiel für die Memoisierung.
```
require
 
'net/http'

class
 
Blogger

  
def
 
auth_token

    
@auth_token
 
||=

      
(
res
 
=
 
Net
::
HTTP
.
post_form
(
uri
,
 
params
))
 
&&

      
get_token_from_http_response
(
res
)

  
end

  
# get_token_from_http_response, uri and params are defined later in the class

end

b
 
=
 
Blogger
.
new

b
.
instance_variable_get
(
:@auth_token
)
 
# returns nil

b
.
auth_token
 
# returns token

b
.
instance_variable_get
(
:@auth_token
)
 
# returns token

```

### Scala
Scala verfügt über eine integrierte Unterstützung für die verzögerte Initiierung von Variablen.
```
 
scala
>
 
val
 
x
 
=
 
{
 
println
(
"Hello"
);
 
99
 
}

 
Hello

 
x
:
 
Int
 
=
 
99

 
scala
>
 
lazy
 
val
 
y
 
=
 
{
 
println
(
"Hello!!"
);
 
31
 
}

 
y
:
 
Int
 
=
 
<
lazy
>

 
scala
>
 
y

 
Hello
!!

 
res2
:
 
Int
 
=
 
31

 
scala
>
 
y

 
res3
:
 
Int
 
=
 
31

```

### Smalltalk
Hier ist ein Beispiel für eine typische Zugriffs-Methode in Smalltalk, um den Wert einer Variable durch Nutzung von verzögertes Initialisieren zurückzuliefern.
```
    
height

        
^
height
 
ifNil:
 [
height
 
:=
 
2.0
]
.

```

Die 'nicht-verzögerte' Alternative besteht darin, eine Initialisierungs-Methode zu verwenden, die beim Erstellen des Objekts ausgeführt wird, und dann eine einfachere Zugriffsmethode zum Abrufen des Werts zu verwenden.
```
    
initialize

        
height
 
:=
 
2.0

    
height

        
^
height

```

Beachten Sie, dass die verzögerte Initialisierung auch in nicht-objektorientierte Sprachen verwendet werden kann.

## Theoretische Informatik
Auf dem Gebiet der theoretischen Informatik ist die verzögerte Initialisierung (auch als verzögertes Array bezeichnet) eine Technik zum Entwerfen von Datenstrukturen, die mit Speicher arbeiten können, welcher nicht zuvor initialisiert werden muss. Nehmen wir an, wir haben Zugriff auf eine Tabelle T von n nicht initialisierten Speicherzellen (nummeriert von 1 bis n) und möchten m Zellen dieses Arrays zuweisen, z. B. möchten wir T [ki]: = vi für Paare zuweisen ( k1, v1), ..., (km, vm), wobei alle ki unterschiedlich sind. Die Technik der verzögerten Initialisierung ermöglicht es uns, dies in nur O (m) -Operationen zu tun, anstatt O (m + n) -Operationen auszugeben, um zuerst alle Array-Zellen zu initialisieren. Die Technik besteht einfach darin, eine Tabelle V zuzuweisen, in der die Paare (ki, vi) in einer beliebigen Reihenfolge gespeichert sind, und für jedes i in die Zelle T [ki] die Position in V zu schreiben, an der der Schlüssel ki gespeichert ist, wobei die übrigen Zellen von T nicht initialisiert werden. Dies kann verwendet werden, um Abfragen auf folgende Weise zu behandeln: Wenn wir die Zelle T [k] für einige k nachschlagen, können wir prüfen, ob k im Bereich {1, ..., m} liegt: Wenn dies nicht der Fall ist, dann ist T [k] nicht initialisiert. Andernfalls überprüfen wir V [T [k]] und stellen sicher, dass die erste Komponente dieses Paares gleich k ist. Ist dies nicht der Fall, ist T [k] nicht initialisiert (und ist zufällig in den Bereich {1, ..., m} gefallen). Ansonsten wissen wir, dass T [k] tatsächlich eine der initialisierten Zellen ist und der entsprechende Wert die zweite Komponente des Paares ist.